# L'Amour selon Cartman
L'Amour selon Cartman (Cartman Finds Love en VO) est le septième épisode de la seizième saison de la série télévisée d'animation américaine South Park et l'épisode 230e de la série globale.

## Synopsis
L’école accueille une nouvelle élève, Nichole Daniels, une petite fille noire. Guidé par des préjugés racistes, Eric estime qu’elle finira dans les bras de Token, mais ce dernier ne semble pas s'y intéresser. Eric pense que le garçon est simplement trop timide et décide de les faire sortir ensemble. 
Mais Eric apprend bientôt que Nichole a un faible pour Kyle et prétend former un couple homosexuel avec lui afin de décourager la jeune fille. Il enferme ensuite Token et Nichole dans le gymnase, ayant préparé un buffet en amoureux à leur intention. Au matin, constatant que son plan a marché, Eric continue ses efforts pour renforcer leur relation avec l’aide de CupiMoi, une version fantasmée de lui-même en Cupidon miniature, offrant des cadeaux à Nichole en prétendant qu'ils viennent de Token.
Kyle se prend un râteau avec Nichole et apprend du même coup qu’Eric fait croire qu’ils forment un couple gay. Cartman se défend en estimant qu’étant noirs, les tourtereaux sont forcément faits l’un pour l’autre, ce qui énerve Kyle. Le père de Nichole est quant à lui perturbé de savoir que sa fille a un petit ami forcément noir (bien que Nicole lui dise qu’il ne s’agit que d’une coïncidence). 
Mais un ours en peluche offert par Token (en réalité venant d'Eric) porte la dédicace « parce que les noirs sont faits pour être ensemble » décide Nichole à rompre, ce qui blesse Token. Ayant le champ libre, Kyle se décide à inviter Nichole à un match de basket. Lorsqu'Eric l'apprend, il se rend immédiatement au même match et fait en sorte de plaider en public pour que Kyle ne rompe pas avec lui afin de saboter son rencard avec Nichole. Cette dernière voit alors Token dans les gradins, ce qui la fait réfléchir. 
Kyle part en colère, révélant à la jeune fille le rôle de Cartman dans la formation de son couple avec Token. Eric fait ensuite croire au public que la Batmobile est à l’extérieur, ce qui vide le stade. Nichole et Token se croisent dans la foule et finissent par s’embrasser, estimant qu’ils ne doivent pas se plier aux désirs des autres.
Dans la scène finale, Cartman essaye de fuir le baiser de Stacy, la porte parole des jeunes filles à l’haleine mortellement puante que CupiMoi lui a dégoté.